# Pere Molins i Pascual
Pere Molins i Pascual (Almacelles, 15 de febrer de 1889 - Barcelona, 13 de gener de 1955) fou un futbolista català de les dècades de 1900 i 1910.

## Trajectòria
Jugador de començament de segle xx, que ocupava la posició de defensa. Començà a jugar al FC X / X Sporting Club entre 1906 i 1909, on guanyà tres cops el campionat de Catalunya. El club X es convertí en CD Espanyol, i Molins continuà formant part de l'equip, fins que el 1912 ingressà al FC Barcelona, per jugar-hi durant dues temporades més. Amb el Barça guanyà el Campionat de Catalunya, el d'Espanya i el dels Pirineus la temporada 1912-1913. Fou el primer jugador de les comarques de Lleida en jugar al Barça.
També fou un destacat atleta i submarinista. En atletisme va batre el rècord de Catalunya en les proves de llançament de disc i llançament de javelina.